# Begin the Beguine
"Begin the Beguine" är en sång av Cole Porter som skrevs till musikalen Jubilee, som uppfördes 1935. År 1938 fick Artie Shaw en stor succé med en instrumentalversion av låten.
"Begin the Beguine" återkom som melodi i två filmer: Broadways melodi 1941 (1940), med Fred Astaire och Eleanor Powell, och Night and Day (1946), med Cary Grant och Alexis Smith.
Beguine är ursprungligen en dans från 1930-talet på öarna Martinique och Guadeloupe som blev väldigt populär i latinamerikanska musiksammanhang.
Julio Iglesias har spelat in en hyllad och omtyckt inspelning som är en av hans mest kända låtar.